# Take Shit
Take Shit war eine Deutschpunk-Band aus dem Raum Stuttgart.

## Geschichte
Gegründet wurde sie am 27. April 1996 als Studioprojekt von Wulf an den Gitarren und Andi am Keyboard (später Bass), Schlagzeug war zunächst der Drumcomputer. 2002 kam Alex als Sänger und Trompeter hinzu. Obwohl alle in Gera in Thüringen gebürtig, trafen sie sich in der Nähe von Stuttgart. Nach der Entstehung der Bandhomepage wurden auch Kontakte zu anderen Bands geknüpft. 2007 ersetzte Beni (Taube) den Drumcomputer. Seit Beginn 2008 spielen sie in neuer Besetzung mit zweiter Gitarre (Mirko) und Sven am Bass. Die Band hatte Liveauftritte in der Schweiz, Österreich und Holland, unter anderem mit Toxoplasma, Chefdenker, Zaunpfahl, No Exit, Fahnenflucht, Alarmsignal, Dritte Wahl und anderen. Take Shit war auf verschiedenen Punk-Samplern vertreten, so auf Kassensturz BRD I und Schlachtrufe BRD 9.
Am 31. Juli 2015 hat sich die Band aufgelöst.

## Diskografie
- Neue Scheisse – Alte Männer (CD 2006, Nix-Gut Records)
- Was Is’n Nu Mit Revolution (CD 2009, Nix Gut Records)
- Klischeebedarf (Mini-LP 2012, SN-Rex.)